# Johannes Nesser
Johannes Nesser, född 18 februari 1973 i Kumla församling, Örebro län, är en svensk journalist.
Nesser har bland annat arbetat för Expressen, Upsala Nya Tidning och Journalisten. Han är son till Håkan Nesser.